# Книпел
Книпел (също и книппел, на нидерландски: knuppel – „бухалка“) – снаряд за корабната артилерия във времената на ветроходния флот. Снарядът е предназначен за разрушаване на такелажа и платната и се състои от две
масивни чугунени тежести (гюлета, полугюлета, цилиндри), съединени с твърда връзка помежду си.
В руския език за първи път се употребява в Морския устав от 13 април 1720 г. В английския език е известен като (на английски: bar shot).
Използва се сравнително за кратко и е заменен с по-ефективния т. нар. верижен книпел.

## Другие значения
Книпел (от на немски: Knüppel, бухалка) – ос на струг.